# Oncopeptides
Oncopeptides AB (publ)  är ett svenskt läkemedelsföretag, som utvecklar riktade behandlingar för svårbehandlade hematologiska sjukdomar. Bolaget arbetar för att ta fram nya läkemedel till patienter med stora medicinska behov.
Oncopeptides grundades 2000 för att utveckla cancerläkemedel baserat på forskning i Sverige, stött av Healthcap, Industrifonden och KI Innovations. 
Oncopeptides är sedan 2017 noterat på Stockholmsbörsen.